# علاء الدين فيليكس
علاء الدين فيليكس (بالبرتغالية: Dino Kraspedon‏) هو كاتب برازيلي، ولد في 1905 في Pedra do Baú ‏ في البرازيل، وتوفي في 2004.